# Massacre d'Aïgbado
Le massacre d'Aïgbado est survenu les 16 et 17 janvier 2022 lorsqu'au moins 65 civils ont été tués par des mercenaires russes du groupe Wagner soutenus par les forces armées dans les villages d'Aïgbado et de Yanga près de Bria en République centrafricaine lors d'une opération contre les rebelles de la Coalition des patriotes pour le changement.

## Attaque
Le 16 janvier, peu avant midi, des mercenaires lourdement armés du groupe Wagner ont quitté Bria en direction de Ndélé. Ils sont arrivés au village d'Aïgbado situé à 75 kilomètres de Bria. La population locale a commencé à paniquer en voyant leur présence. Ils ont commencé à tirer sans discernement sur la foule et ont également incendié une douzaine de maisons. Les rebelles de l'Union pour la paix en République centrafricaine qui étaient présents dans les zones voisines les ont attaqués, blessant quatre mercenaires. Les Russes se sont ensuite dirigés vers le village de Yanga à 70 kilomètres d'Aïgbado. Deux Russes sont morts plus tard des suites de leurs blessures, leurs corps ont été transportés à Bangui. Ils ont ensuite établi une base à Aïgbado et auraient empêché quiconque d'entrer ou de sortir du village.
Selon les estimations les plus récentes, au moins 65 personnes ont été tuées. Certains d'entre eux ont été abattus par des balles d'armes lourdes pendant l'opération tandis que d'autres ont été emmenés dans la brousse et sommairement exécutés. Parmi les victimes figuraient des femmes et au moins deux enfants. Quelques blessés ont pu atteindre Bria. Selon les rescapés, il y avait de nombreux corps dans la forêt. Des pêcheurs locaux auraient repêché au moins 14 corps, dont des femmes et des enfants, dans la rivière Kotto.
Les Casques Bleus des Nations unies (MINUSCA) auraient déployé une équipe humanitaire dans la région pour évaluer la situation et enquêter sur les meurtres. Le gouvernement centrafricain a officiellement nié toute victime civile au cours de l'opération.